# Lycaena zariaspa
Lycaena zariaspa är en fjärilsart som beskrevs av Moore 1874. Lycaena zariaspa ingår i släktet Lycaena och familjen juvelvingar. Inga underarter finns listade i Catalogue of Life.